# بهادر آذربایجان شرقی
بهادر یکی از روستاهای استان آذربایجان شرقی است که در دهستان اوجان غربی بخش مرکزی شهرستان بستان‌آباد واقع شده‌است.این روستا ۴۱ نفر جمعیت دارد.